# Le Martyre de saint Sébastien (Memling)
Pour les articles homonymes, voir Le Martyre de saint Sébastien.
Le Martyre de saint Sébastien est un tableau de 67,4 × 67,7 cm, peint à l'huile sur panneau de chêne vers 1475 par le peintre flamand Hans Memling. Il représente saint Sébastien torturé par des archers sur ordre de l'empereur Dioclétien. Le tableau fait partie des collections des musées royaux des Beaux-Arts de Belgique depuis 1884.

## Contexte
Hans Memling est né dans l'électorat de Mayence, mais s'installe aux Pays-Bas méridionaux vers 1455-1460, où il est probablement formé dans l'atelier du peintre Rogier van der Weyden. Il a été fortement influencé par ces peintres flamands et d'autres, dont Jan van Eyck, Dieric Bouts et Hugo van der Goes.
Hans Memling a été l'un des premiers peintres à créer beaucoup de profondeur dans ses peintures en utilisant un paysage lointain en arrière-plan. Dans un certain nombre de ses œuvres, il a placé des personnages légendaires dans des paysages réalistes, dont cette œuvre.

## Sujet
Sébastien, un jeune capitaine de la garde prétorienne, a aidé les chrétiens lors des persécutions de Dioclétien à la fin du IIIe siècle. Démasqué, il refuse d'abjurer sa foi et est livré aux archers sur le Champ de Mars à Rome. Laissé pour mort, il a survécu grâce aux soins d'une veuve appelée Irène. Lorsque par la suite il revint au palais impérial pour protester contre les traitements cruels réservés aux chrétiens, il fut de nouveau arrêté et mis à mort au Colisée.
Le sujet du martyre de saint Sébastien a été repris à plusieurs reprises par les peintres de la Renaissance. Le martyre de Sébastien est décrit dans le recueil de vies de saints du xiiie siècle intitulé La Légende dorée de Jacques de Voragine.
Memling a abordé ce sujet à deux reprises : l'œuvre de la collection des Musées royaux des Beaux-Arts en est la première tentative. Le deuxième tableau est sur l'aile du triptyque de la Résurrection (d), conservé au Louvre. L'artiste ne déroge pas à l'iconologie traditionnelle. Comme il est de coutume, la scène de la mort du saint a été présentée de manière très douce, sans brutalité ni drame. De manière très réaliste, il a présenté des motifs floraux et un beau panorama de la ville en arrière-plan.

## Description
Dans ce tableau de grande qualité, Hans Memling se concentre sur la première confrontation de Sébastien avec ses bourreaux. L'action se déroule dans un site surélevé, dominant un vaste paysage de ville portuaire entourée d'une enceinte médiévale. À droite, un archer vient de décocher sa flèche, tandis que le second tend son arc. Derrière eux, à demi caché entre deux rochers, l'empereur Dioclétien donne l'ordre d'exécuter la sentence. À gauche, Sébastien, le torse nu, est attaché à un arbre, sa chemise et son riche manteau de brocart jetés à ses pieds. Cinq flèches le transpercent. Malgré son martyre, aucun signe de souffrance ne marque les traits du saint. Ce signe du triomphe de la foi est typique de Memling, à la recherche de la suavité des formes. Ajouté à cela, son sens fin du détail et le rendu des matières, particulièrement bien représentés par le magnifique brocard du manteau au premier plan, le placent parmi les grands peintres flamands du xve siècle.
La flèche étant le symbole de la peste, Sébastien, qui survécut à son martyre, devint le protecteur par excellence contre cette maladie. La pose du saint, avec le bras droit le long du corps et le bras gauche attaché à l'arbre au-dessus de sa tête, peut également être mise en relation avec des gravures allemandes accompagnant des prières contre la peste. De plus, les flèches qui transpercent ses quatre membres et son flanc font référence aux cinq plaies du Christ crucifié.

## Provenance
Le tableau a été acquis auprès de Léon Gauchez, marchand à Paris, en 1884.